# Sojuz (nosná raketa)
Raketa Sojuz (rusky Союз; "svaz"  fonetická výslovnost "sajuz") je rodina nosných raket, vyvinutých OKB-1 a vyráběných firmou CSKB-Progress v Samaře. Podle Evropské kosmické agentury jsou nosné rakety Sojuz nejspolehlivější a nejčastěji používané nosné rakety na světě. V současnosti je využívaný typ Sojuz 2. V plánu je uvedení do provozu rakety Sojuz-5.

## Vývoj
Raketa Sojuz byla vytvořena v programu Sojuz na základě mezikontinentální balistické rakety R-7 v konstrukčních kancelářích S. P. Koroljova a S. A. Kosberga. K raketě R-7 byl přidán další stupeň, byly inovovány motory, řídicí elektronika atd. Tyto stupně byly osazovány postupně silnějšími motory, také elektronika byla inovována a vznikaly tak nové modifikace rakety. Vývoj motorů měla na starosti konstrukční skupina V. F. Gluška a A. M. Isajeva.

## Použití
Nosné rakety Sojuz jsou používány pro vynášení pilotovaných kosmických lodí Sojuz a transportních kosmických lodí Progress, vynáší komerční náklad prodávaný operátory Starsem a Arianespace. Od roku 2011 (kdy došlo k ukončení programu amerických raketoplánů Space Shuttle) do roku 2020 (kdy začal fungovat program Commercial Crew) byl Sojuz jediným dopravním prostředkem pro posádky Mezinárodní vesmírné stanice a USA byly nuceny si prostor na těchto raketách pro své potřeby pronajímat. V současné době (2024) probíhají pouze cca dva pilotované lety ročně (pro srovnání, Crew Dragon má cca 5 startů ročně). Cena za dopravu jednoho kosmonauta na ISS je za roky 2017-22 80 milionů dolarů za jednoho kosmonauta (v případě Crew Dragon 55 milionů a Boeing Starliner 90 milionů). 

## Verze rakety
- Sojuz-0/Vostok-0 (11A510) - pouze dva starty v letech 1965 a 1966. V podstatě přechodný typ mezi raketami Vostok a Sojuz. Nový první a druhý stupeň používaný i na dalších Sojuzech až po Sojuz-U včetně. Třetí stupeň je stejný, jako u Vostoku-2. Čtvrtý stupeň s motorem RD-861 o tahu 78 kN spalujícím asymetrický dimethylhydrazin a oxid dusičitý.
- Sojuz (11A511) - v letech 1966 až 1975 celkem 30 startů. Ve druhém[3] stupni je čtyřkomorový motor RD-0110 o tahu 294 kN.[4]
- Sojuz-L (11A511L) - v letech 1970 až 1971 celkem 3 starty.
- Sojuz-M (11A511M) - v letech 1971 až 1976 celkem 8 startů.
- Sojuz-U (11A511U) - nejpoužívanější verze Sojuzu, zároveň i vůbec nejpoužívanější kosmická raketa na světě. V letech 1973 až 2017 se uskutečnilo 786 startů.
- Sojuz-U2 (11A511U2 nebo 11A511K) - v letech 1982 až 1995 celkem 92 startů. Upravené motory prvního a druhého stupně.
- Sojuz-FG (11A511U-FG) - vylepšená verze Sojuz-U, první let 2001, celkem 70 startů. Mezi lety 2002 až 2019 vynášela pilotované kosmické lodě Sojuz.
- Molnija a Molnija-M (8K78 a 8K78M) - první let 10.10.1960. Nosné rakety Molnija a Molnija-M jsou také odvozeny od nosné rakety Sojuz. Vypouštěny byly v letech (1960-2010).
- Sojuz 2 (verze 2.1a, 2.1b a 2.1v) je rodina nosných raket Sojuz s digitální elektronikou, vyššími letovými výkony a lepšími provozními vlastnostmi, používaná od listopadu 2004. Postupně raketa nahradila všechny starší nosiče Sojuz.

## Galerie

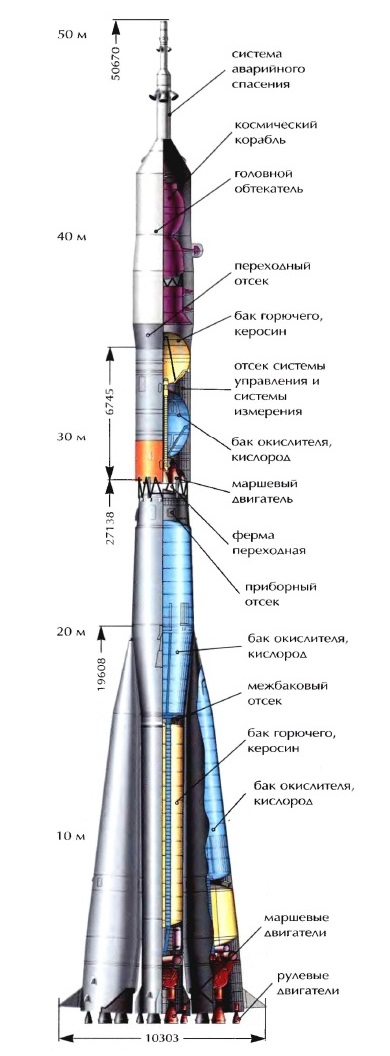
Sojuz 11A511
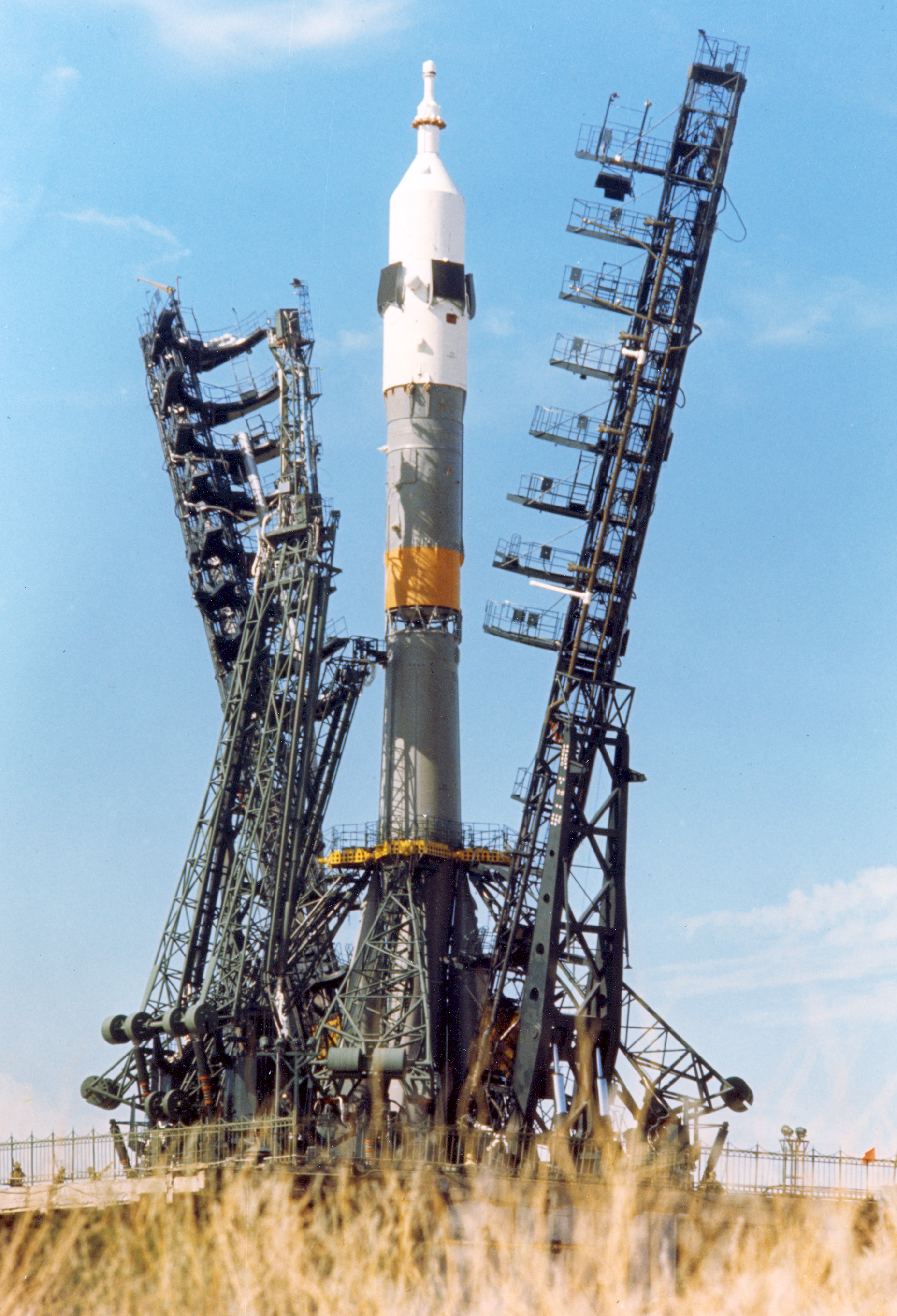
Sojuz-U
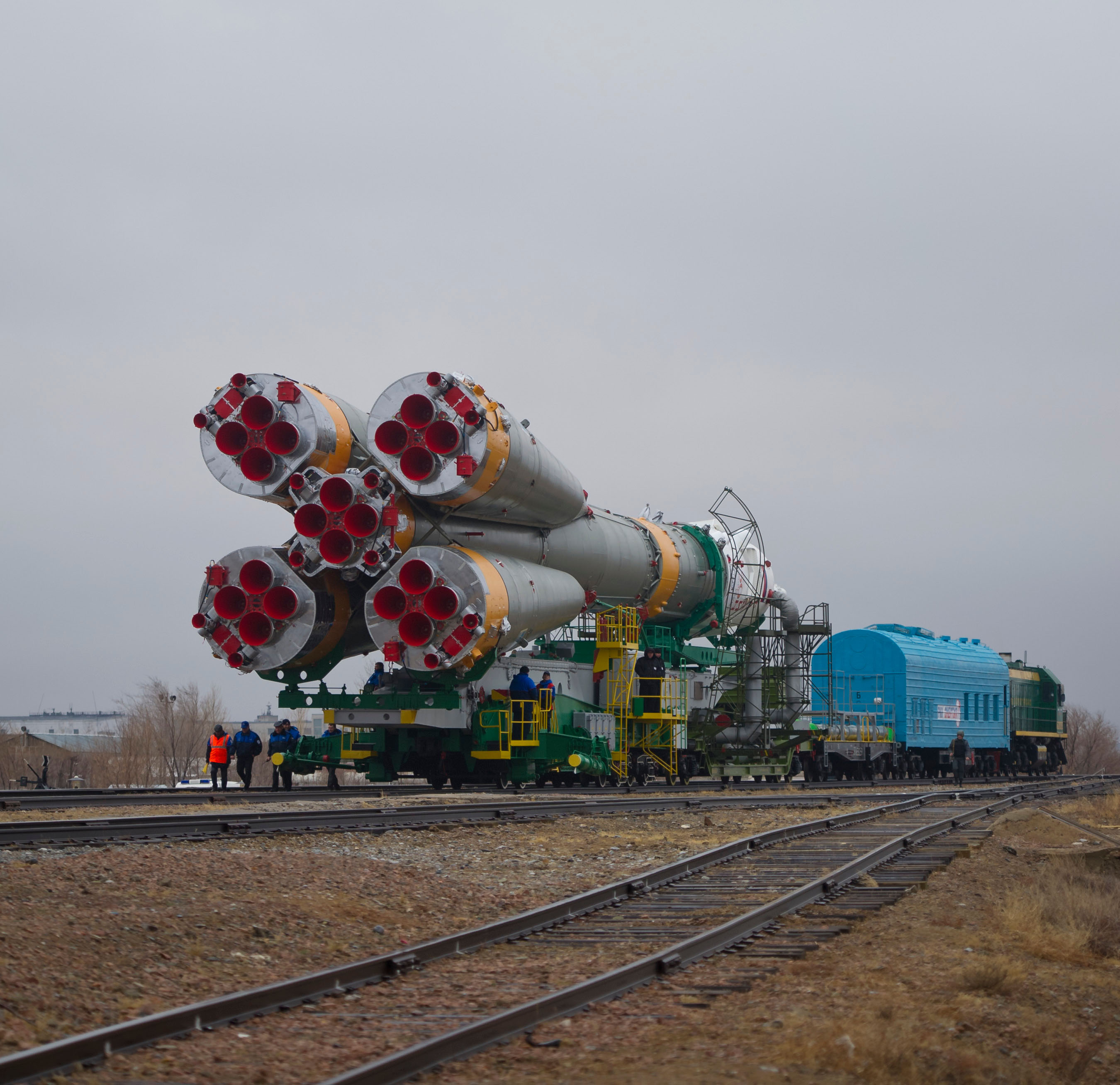
Vývoz rakety Sojuz na startovní rampu
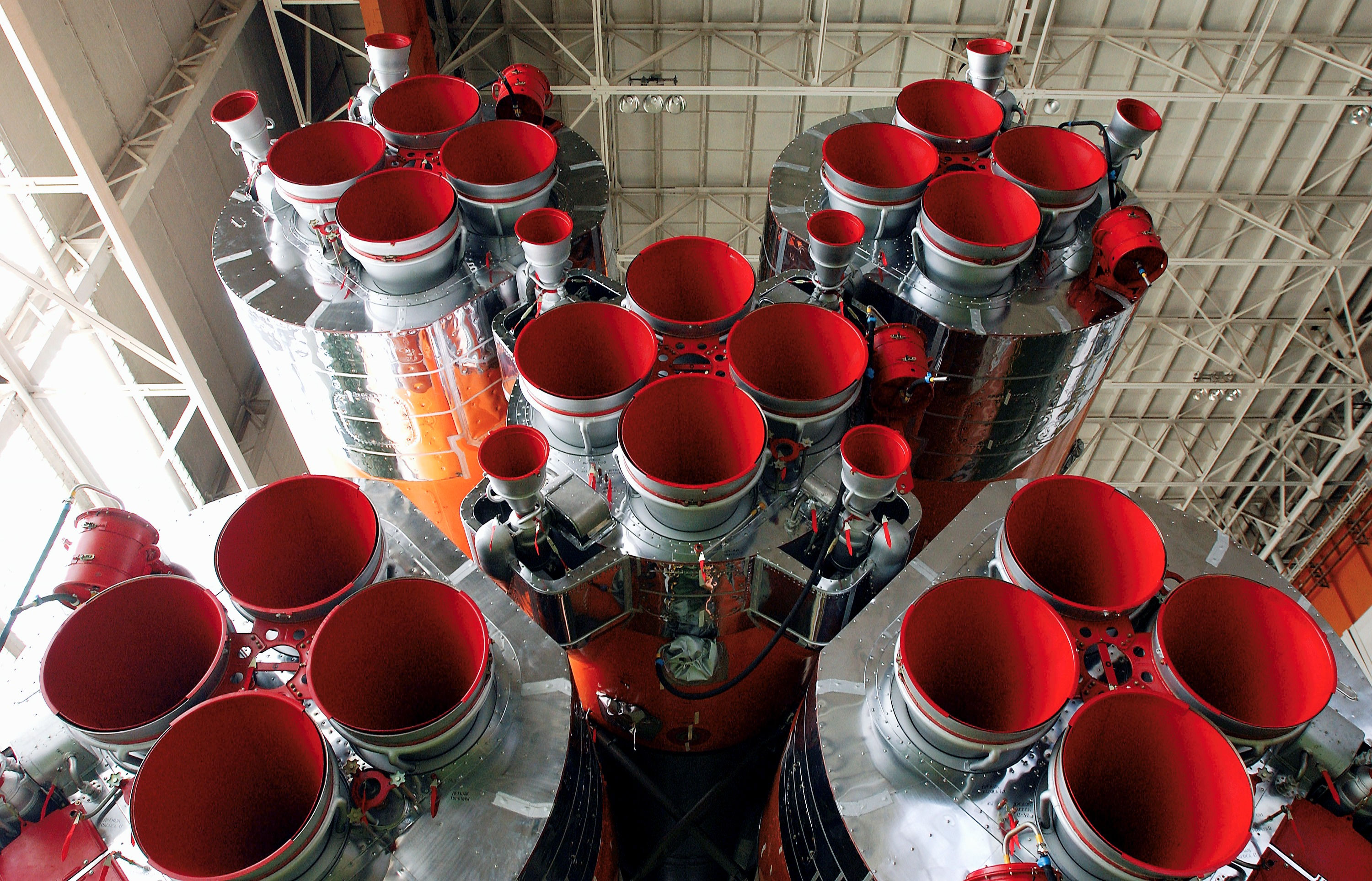
Motory Sojuz-FG
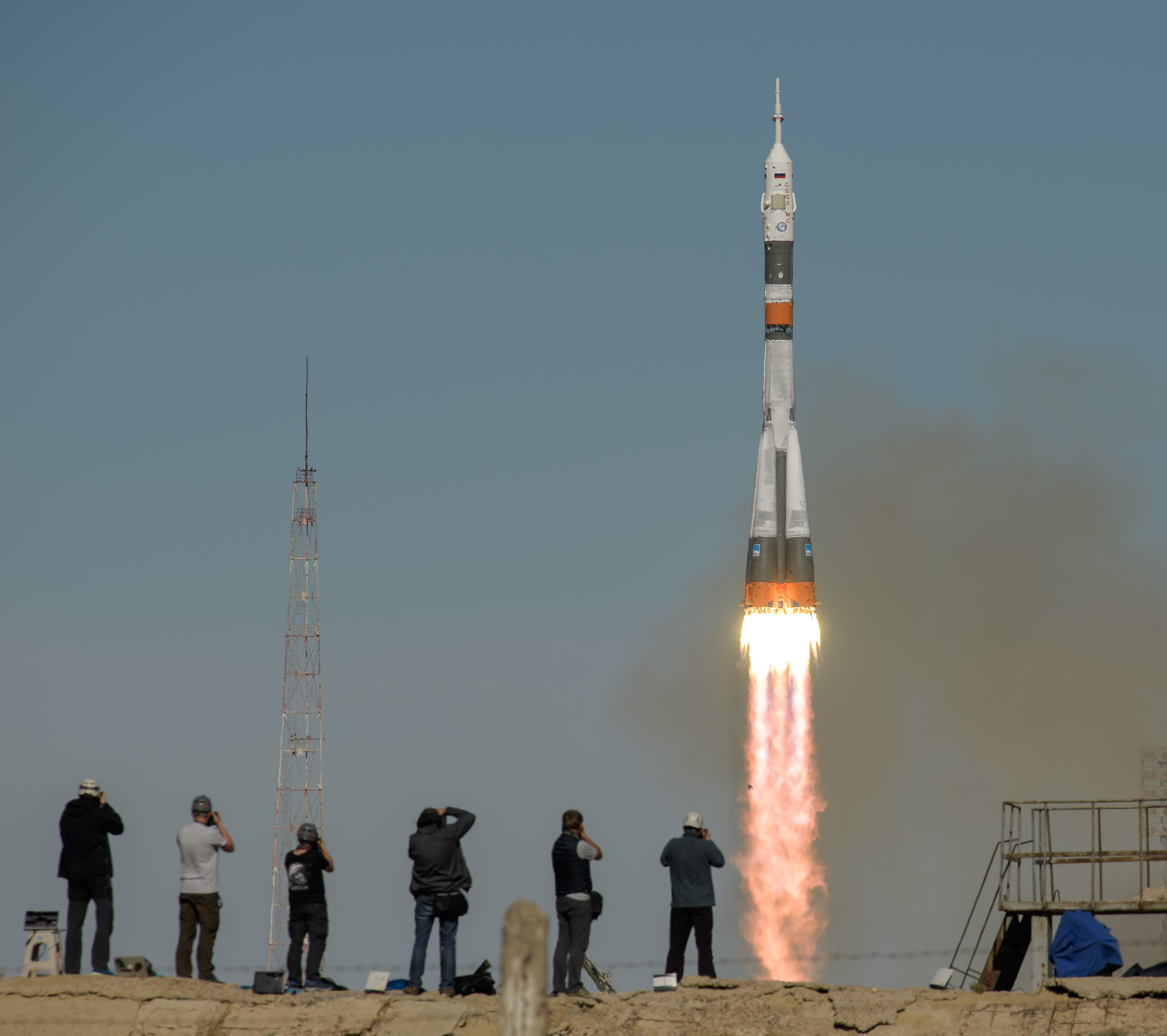
Start Sojuz-FG s lodí Sojuz MS-10
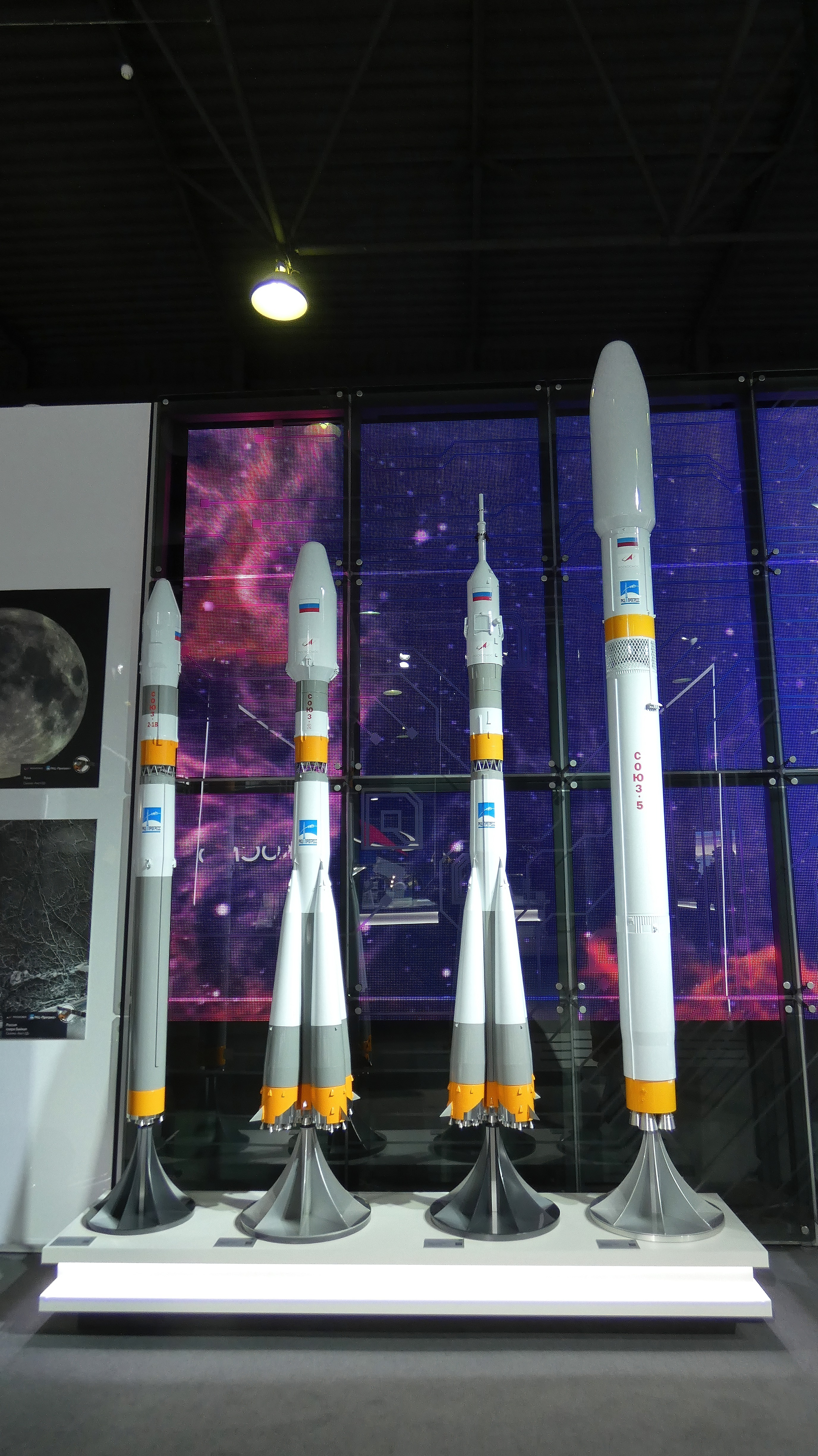
Sojuz-2.1v, Sojuz-2.1a, Sojuz-2.1b a Sojuz-5